# 兴隆堡镇
兴隆堡镇，是中华人民共和国辽宁省沈阳市新民市下辖的一个乡镇级行政单位。

## 行政区划
兴隆堡镇下辖以下地区：
兴顺社区、兴隆堡村、马户屯村、大荒地村、温查牛村、沿海营子村、老什牛村、永丰村、金太牛屯村、昂帮牛村、陶柴屯村、陈台村、大喇嘛村、二喇嘛村、三喇嘛村、车家屯村、敖多牛村、小岗子村、王家窝堡村、西高力村和长山子村。